# Ćaturmasam
Ćaturmasam (też sanskr. चतुर्मास, trl. ćāturmāsa, trb. ćaturmasa, ang. Chaturmas) – okres obejmujący cztery kolejne miesiące kalendarza hinduistycznego samwatsara, począwszy od połowy lipca.
Ćaturmasam obejmuje miesiące:
1. śrawana
2. bhadrapada
3. aświna
4. karttika

Jest to okres nieingerencji i nieobecności Wisznu (czas snu Wisznu). Wtedy powinnością ludzi jest utrzymywanie ładu na świecie. Przypadające w tym okresie święta hinduistyczne, upamiętniają walkę dobra ze złem np.
- Diwali, Dassehra – zwycięstwo nad Rawaną
- Durgapudźa – zwycięstwo nad Mahiszasurą